# Fàbrica Nova (Castellterçol)
La Fàbrica Nova és una obra de Castellterçol (Moianès) inclosa a l'Inventari del Patrimoni Arquitectònic de Catalunya.

## Descripció
Can Flaquer consta de diverses naus de planta rectangular i cobertes a dues vessants. La façana principal dona a la carretera de Granera i està elaborada en obra vista amb grans obertures d'arc rebaixat.

## Història
La fàbrica va ser fundada al primer quart del segle XX i estava dedicada a la producció tèxtil. Abans que la crisi del sector la portés a tancar les portes havia estat adquirida per la família Roger, propietària de la fàbrica del carrer Josep Gallés.